# Quasi umani
Quasi umani (The Pseudo-People), sottotitolato Gli androidi e i robot nella fantascienza, è un'antologia di racconti fantascientifici di autori vari del 1965 a cura di William F. Nolan. Tutti i racconti hanno come tema comune la figura del robot e le sue implicazioni nei rapporti con gli uomini. È stato più volte ristampato in italiano.

## Racconti
- Prefazione: A sta per androide, di William F. Nolan
- Introduzione, di Alfred Elton van Vogt
- Quelli fra noi (Those Among Us, 1951), di Henry Kuttner
- I sosia (Changeling, 1949), di Ray Bradbury
- La tossicomane (The Addict, 1965), di Shelly Lowenkopf
- Il gioco della vita (The Life Game, 1953), di Chad Oliver
- L'evidenza (Evidence, 1946), di Isaac Asimov
- Lo spettacolo deve continuare (The Show Must Go On, 1954), di James Causey
- Il volo di Geever (Geever's Flight, 1965), di Charles E. Fritch
- Fuochi di notte (The Fires of Night, 1965), di Dennis Etchison
- Acciaio (Steel, 1956), di Richard Matheson
- Scherzo (Badinage, 1965), di Ron Goulart
- Juke-Baby (Juke Doll, 1959), di Robert F. Young
- Ultimi riti (Last Rites, 1955), di Charles Beaumont
- Il caso Rapidorapid (The Fasterfaster Affair, 1965), di Frank Anmar
- La gioia di vivere (The Joy of Living, 1954), di William F. Nolan
- Bibliografia della narrativa centrata sulla figura del robot

## Edizioni
- AA VV, The Pseudo-People, a cura di William F. Nolan, 1965.
- AA VV, Quasi umani, a cura di William F. Nolan, traduzione di Ugo Carrega, collana Pocket Fantascienza n° 234, Longanesi, 1976,  p. 316.